# Київ-2
«Київ-2» (також називався КТБ-1) — український двовісний тролейбус, що випускався з 1960 по 1964 роки на Київському заводі електротранспорту. За час виробництва випущено близько 150 екземплярів, що працювали у багатьох містах УРСР (теперішньої України). На Київ-2 був застосований ряд агрегатів, що були застосовані на МТБ-82 і СВАРЗ МТБЕС (двигун та електрообладнання, рама).
На конвеєрі «Київ-2» змінила покращена модель «Київ-4», що за зовнішнім виглядом мало відрізнявся від нього (про відмінності цих моделей докладніше у описанні цієї моделі). «Київ-2» мали ряд недоліків, як погана система опалення, невисока якість, невисока місткість; і через це після появи якісніших та надійніших Skoda та ЗіУ були списані на початку—середині 1970-х років.

## Історія
Київський завод електротранспорту у 1950-х роках випускав за кресленнями СВАРЗу тролейбуси СВАРЗ МТБЕС, яких КЗЕТ випустив кілька десятків штук. У 1959 році КЗЕТ перестав випускати тролейбуси МТБЕС і зайнявся власним проектом, який було втілено «на металі» на початку 1960 року. Новий тролейбус дістав назву 2Т (Київський тролейбус двовісний), або «Київ-1». Ця машина, щоправда мала дуже великий передній звис, що робило навантаження на передню вісь просто недопустимою, тим більше, що з таким навантаженням без підсилювача кермової системи було неймовірно тяжко керувати машиною; а підсилювача керма тоді ще не було, тим більше у тролейбусів «Київської» серії (перший в серії «Київ» з підсилювачем керма був «Київ-6»), у серію ця машина не пішла.
Через деякий час, у 1960-му році випущено модель з вкороченим переднім звисом, і вона отримала назву «КЗЕТ 2Ту», на основі якої восени 1960-го року почався випуск моделі під назвою «Київ-2». У конструкції тролейбуса було застосовано мости МАЗ, електрообладнання тролейбуса було узяте від МТБ-82 (з двигуном ДК-202Б) та циліндричний редуктор (пристрій з механічними передачами зубчатими/гвинтовими, що виконує функцію передачі крутного моменту від двигуна до тягових коліс, а циліндричне — форма зубчатого колеса). Однак, у тролейбуса виявилися недоліки, як погана система опалення, недовговічна конструкція, невисока місткість. У наступника моделі, Київ-4 були схожі вади, Київ-4 вийшов дуже подібним на Київ-2, і мав незначні відмінності у конструкції, які будуть зазначені ниже у описі моделі. Київ-2 спершу випускалися головним чином для Києва, однак у середині 1960-х Київ віддав свої Київ-2 у інші міста. Машини працювали у Одесі, Севастополі, Черкасах, Вінниці, Житомирі, Полтаві.
У 1962 році було розроблено модифікацію КТБ-1А, або Київ-2Тм: форма кузова стала більш округлою, подібно до Київ-4, а лобове скло складалося з двох, а не чотирьох половинок. Виробництво моделі «Київ-2» продовжувалося до 1964 року, з 1963 його замінила модель «Київ-4», деякий час випускаючись паралельно. Цікавий факт: у 1962 році відбулася модернізація КЗЕТом моделі СВАРЗ ТБЕС (через недоліки моделі, наприклад, неміцна конструкція, протікання даху та інші мінуси), у процесі якої тролейбус став коротшим (з 11,5 метра СВАРЗа його довжина стала ~10,4 метри), за своїм виглядом він був наближений до Київ-2, мав засклені схили даху, як і СВАРЗ, і отримав він назву «Київ-3», тобто Київ-3 став модернізованим ТБЕСом. Їх було випущено близько 20, працювали вони до середини 1970-х.
Що стосується «Київ-2», то через їхні недоліки (описані вище, до яких варто додати і недостатню потужність ТЕДа ДК-202Б, через недостатню потужність якого тролейбусові було тяжко долати затяжні підйоми, ну і ще неміцну раму), ці машини виявилися не дуже надійними, тому вже у кінці 1960-х років після надходження нових машин, таких як «Київ-4», а також через технічний стан «киянок», Київ-2 почали списувати, так, Київ віддав свої Київ-2 ще у 1967 році, б/у тролейбуси мали поганий технічний стан та проблеми з рамою, через що часто стояли в ремонті. У Харкові і Севастополі їх списали у 1971 році, в Одесі двома роками пізніше. Останній Київ-2 списано у 13-річному віці у Запоріжжі, де він експлуатувався до 1977 року.
Ось цьому тролейбусові з Запоріжжя, з-поміж інших «пощастило» більше — машина 1964 року випуску була відновлена у 90-х та передана у Московський музей пасажирського транспорту, де знаходиться і дотепер.

## Опис моделі
Київ-2 являє собою тролейбус середньої місткості, що за своїми розмірами практично ідентичний наступнику «Київ-4», та має електрообладнання від тролейбуса МТБ-82. Сама машина вийшла на 6 сантиметрів довшою, аніж К-4 — довжина його становить 10,39 метра, ширина — 2,65 метра; Київ-2 мав традиційну на той час для тролейбусів, колісну базу, що становила рівно 6 метрів. Основою конструкції тролейбуса була сталева тримальна рама, що була узята від СВАРЗ МТБЕС, однак рама у «Київ-2» була значно зміцнена, порівняно з МТБЕСом, однак не така міцна, як мала би бути. Рама тролейбуса сприймала усі навантаження на конструкцію, та була головним її тримальним елементом, на який кріпилися усі необхідні вузли та агрегати. Каркас тролейбуса був виконаний зі сталевих труб прямокутного розтину, а листи обшивки скріплювалися між собою та кріпилися до каркаса за допомогою заклепок (заклепки на кузові добре видно на фотографії). Обшивка виконувалася зі сталевих листів.
Клепаний кузов Київ-2 є ще однією відмінністю від Київ-4, які будуть подані нижче. Оскільки Київ-2 мало відрізняється від Київ-4, їх можна поплутати, тому нижче будуть наведені видимі відмінності у цих моделей.
- У Київ-2 клепаний кузов, у Київ-4 він зварний.
- У Київ-2 довгуватий рейсовказівник, у Київ-4 він спершу теж таким був, однак місце було лише для номера маршруту, згодом вказівник було замінено на ще менший.
- У Київ-2 лобове скло складається з 4 частинок, у Київ-4 з двох, однак в умовах експлуатації у деяких К-2 скло ставало таким, як у Київ-4, з двох частинок.
- Форма кузова у Київ-4 більш округла, ніж у Київ-2, особливо це видно по передку і задку.
- У Київ-2 було інакше скління задньої панелі, ніж у Київ-4.
- У Київ-4 був товстий підвіконний молдінг, який був тоншим на Київ-2, однак це несуттєво, оскільки у процесі експлуатації цей молдінг могли міняти або узагалі забирати.
- У Київ-2 сидіння у салоні з лівого боку були диванного типу, суміжні, у Київ-4 вони були усі роздільного типу.

Лобове скло тролейбуса, як і СВАРЗ-МТБЕС було розділене на 4 частини, що не було дуже добре для водія, тому іноді у процесі експлуатації його замінювали на скло з двох частинок. Над лобовим склом розміщувався невеликий козирок, на якому розміщувався довгуватий рейсовказівник, на якому можна було помістити табличку з інформацією про номер та напрямок маршруту, за яким ходив тролейбус. Слід також відзначити, що передок тролейбуса мав більш кутувату форму, ніж Київ-4, у якого передок мав округлу форму. На передок тролейбуса традиційно кріпилася емблема Київського заводу електротранспорту, з виведеними літерами «Київ». Фари у тролейбуса були аналогічні своїм сучасниками (одинарні та округлої форми).
Задня панель тролейбуса, якщо дивитися на «Київ-4», мала інше скління та пласкішу форму. Електрообладнання тролейбуса було узяте від МТБ-82 — іншого та кращого тоді банально не було. Тролейбус обладнувався системою штанговловлювання — канати для знімання штанг прив'язувалися до верхніх кінців струмоприймачів (штанг) і намотувалися на барабани, що були усередині двох бобин, прикріплених до задньої панелі. Однак, у процесі експлуатації, канати не намотувалися на барабани, а часто прив'язували до крюків, що кріпилися до задньої панелі або боковин; також канати могли прив'язувати до драбини. Тролейбус Київ-2 обладнувався електродвигуном постійного струму ДК-202Б, що мав потужність 86 кіловат. І цієї потужності було мало тролейбусам у Києві на затяжних підйомах, і їм було тяжко подолати їх.
Тяговий двигун тролейбуса розміщувався у колісній базі під підлогою салону. Тролейбус Київ-2 був двовісною машиною, тяговим мостом був задній, крутний момент, що створювався тяговим електродвигуном передавався карданною передачею на задні тягові колеса. На тролейбусі застосовувалися мости МАЗ-200; головна передача — (це зубчатий механізм, що слугує для передачі крутного моменту від карданного валу до тягових коліс) конічна (називається вона так тому, що зубчате колесо, за формою схоже на зрізаний конус). Компресор тролейбуса слугував для нагнітання повітря до пневмосистеми тролейбуса: пневмогальм, системи відкриття дверей. Гальмівна система тролейбуса: електродинамічна — спершу вступав у дію електротормоз, потім (вже на невеликій швидкості) — пневмогальмо, пневматична гальмівна система тролейбуса була одноконтурною, і не надто надійною (це був ще один недолік «Київ-2»).
У салон тролейбуса вели дві чотиристулкові двері ширмового типу, що були розташовані у колісній базі (передні) та задньому звисі (задні). Дещо у салоні було запозичене від МТБ-82, а саме велика закрита кабіна водія. Салон у Київ-2 був доволі просторим та мав трирядне планування: з лівого боку розміщувалося по суміжному сидінню («дивані»), на якому сідало 2 пасажирів, з правого по одному, це дозволило забезпечити просторість салону та збільшити місткість тролейбуса у години-пік. Сидіння було виконано роздільного типу по правому борту, і подвійні диванні, по лівому. Слід також відзначити, що площа скління, була достатньо великою (як для машин того часу), а вентиляція у салоні забезпечувалася за рахунок зсувних кватирок і двох дахових люків.
На противагу, система опалення була дуже поганою, зимою у тролейбусі було настільки холодно, що за деякими згадками, зимою бокові вікна часто покривалися товстою скориною льоду, а у салоні було не тепліше, ніж на вулиці. У салоні розміщувалося 30 сидінь — з трирядним плануванням, а ззаду було встановлено 4 сидіння; загальна місткість становила 65 чоловік.
Кабіна водія була закритою та знаходилася, логічно, у передньому звисі. Саме місце водія було ідентичним Київ-4 та подібним до МТБ, комфорту у водія було достатньо мало: водійське крісло було таким самим, як і пасажирське, а підсилювача кермової системи не було, тому, аби покрутити кермо, а тим більше керувати машиною, знадоблялися великі фізичні зусилля водія — ну дуже Київ-2 виявився тяжким у керуванні! На приладовій панелі знаходилися манометри, годинник та спідометр, та інші органи керування, представлені тумблерами. Педалі знаходилися справа та зліва від кермової колонки: акселератор праворуч, а гальмо ліворуч, важіль ручного гальма розміщувався справа від водія.

## Технічні характеристики
- Модель: «Київ-2»
- Прізвиська: «Киянка»
- Попередник: «Київ-1»
- Наступник: «Київ-4»
- Виробник: Київський завод електротранспорту
- Роки виробництва: 1960—1964
- Модифікації: Київ-2Тм
- Кількість випущених екземплярів: ~150

Технічна характеристика тролейбуса «Київ-4»
| Довжина, мм                       | 10395                                    |
| Ширина, мм                        | 2650                                     |
| Висота, мм                        | 3395                                     |
| Колісна база                      | 6000                                     |
| Споряджена маса, кг               | 9600                                     |
| Повна маса, кг                    |                                          |
| Колісна формула                   | 4×2                                      |
| Тяговий міст —                    | задній                                   |
| Тип                               | МАЗ-200                                  |
| Головна передача                  | конічна                                  |
| Гальмівна система                 | електродинамічна/пневматична двоконтурна |
| Кількість дверей                  | 2                                        |
| Тип                               | ширмовий                                 |
| Кількість сидячих місць, шт       | 30                                       |
| Планування салону                 | трирядне                                 |
| Нормальна місткість, чол          | 65                                       |
| Електродвигун                     | ДК-202Б                                  |
| Потужність, кіловат               | 86                                       |
| Тип                               | постійного струму                        |
| СУ тяговим двигуном               | РКСУ неавтоматична                       |
| Швидкість обертання ротора, об/хв | 1435                                     |
| Робоча напруга, Вольт             | 600                                      |
| Максимальна швидкість, км/год     | 60                                       |

## Експлуатація
| Країна         | Місто           | Експлуатуюча організація                          | Модель   | Роки експлуатації | Бортові номера                       | Примітки |
| -------------- | --------------- | ------------------------------------------------- | -------- | ----------------- | ------------------------------------ | --- |
| Росія          | Москва          | Музей пасажирського транспорту                    | Київ-2   | 1996–понині       | 113 (1 шт.)                          | музейний експонат |
| Українська РСР | Артемівськ      | Артемівське тролейбусне управління                | КТБ-1    | 1968–19XX         | 1, 3–16, 23 (15 шт.)                 | |
| Українська РСР | Артемівськ      | Артемівське тролейбусне управління                | Київ-2   | 1968–19XX         | 17–20, 22, 24—27, 29–31 (12 шт.)     | |
| Українська РСР | Вінниця         | Вінницьке трамвайно-тролейбусне управління        | КТБ-1    | 1968–197X         | 1–2 (2 шт.)                          | |
| Українська РСР | Дніпропетровськ | Дніпропетровське трамвайно-тролейбусне управління | Київ-2   | 1963–19XX         | 123, 130, 161 (3 шт.)                | |
| Українська РСР | Донецьк         | Донецьке трамвайно-тролейбусне управління         | Київ-2   | 196X–1968         | 201–207 (7 шт.)                      | усі передані до Артемівська                                                                                                |
| Українська РСР | Житомир         | Житомирське трамвайно-тролейбусне управління      | КТБ-1    | 1966–19XX         | ? (10 шт.)                           | |
| Українська РСР | Житомир         | Житомирське трамвайно-тролейбусне управління      | Київ-2   | 1967–19XX         | ? (3 шт.)                            | |
| Українська РСР | Запоріжжя       | Запорізьке трамвайно-тролейбусне управління       | Київ-2   | 1961–1972         | 46, 49, 113, 130 (4 шт.)             | 1 переданий до Москви |
| Українська РСР | Київ            | Київське трамвайно-тролейбусне управління         | КТБ-1    | 1960–1969         | 418–419, 424–500, 515–520 (84 шт.)   | 15 передано до Артемівська, 2 до Вінниці, 10 до Житомира, 2 до Кіровограда, 23 до Комунарська, 10 до Полтави, 13 до Черкас |
| Українська РСР | Київ            | Київське трамвайно-тролейбусне управління         | Київ-2   | 1964–1968         | 521–535 (15 шт.)                     | 5 передано до Артемівська, 3 до Житомира, 1 до Кіровограда, 3 до Комунарська, 2 до Черкас                                  |
| Українська РСР | Кіровоград      | Кіровоградське тролейбусне управління             | КТБ-1    | 1968–19XX         | ? (2 шт.)                            | |
| Українська РСР | Кіровоград      | Кіровоградське тролейбусне управління             | Київ-2   | 1968–19XX         | ? (1 шт.)                            | |
| Українська РСР | Комунарськ      | Комунарське тролейбусне управління                | КТБ-1    | 1966–1976         | 84–106 (13 шт.)                      | |
| Українська РСР | Комунарськ      | Комунарське тролейбусне управління                | Київ-2   | 1967–1977         | 108–110 (3 шт.)                      | |
| Українська РСР | Крим            | Сімферопольський тролейбусний парк                | Київ-2   | 1961–1963         | 169–171 (3 шт.)                      | усі передані до Дніпропетровська                                                                                           |
| Українська РСР | Львів           | Львівське трамвайно-тролейбусне управління        | Київ-2   | 1962–19XX         | 68–80, 82–86, 88–91, 93–100 (30 шт.) | |
| Українська РСР | Одеса           | Одеське трамвайно-тролейбусне управління          | КТБ-1    | 1961–1970         | 171–173 (3 шт.)                      | |
| Українська РСР | Одеса           | Одеське трамвайно-тролейбусне управління          | Київ-2   | 1965–1972         | 174–193 (20 шт.)                     | |
| Українська РСР | Полтава         | Полтавське тролейбусне управління                 | Київ-2   | 1964–1971         | 63–66 (4 шт.)                        | |
| Українська РСР | Полтава         | Полтавське тролейбусне управління                 | КТБ-1    | 1966–1971         | 67–76 (10 шт.)                       | |
| Українська РСР | Севастополь     | Севастопольське управління тролейбусом            | Київ-2   | 1966–1971         | 141–151 (11 шт.)                     | |
| Українська РСР | Севастополь     | Севастопольське управління тролейбусом            | Київ-2ТМ | 1966–1975         | 152–156, 160–161, 5157–2159 (10 шт.) | |
| Українська РСР | Харків          | Харківське трамвайно-тролейбусне управління       | Київ-2   | 1961–1971         | 301–302 (2 шт.)                      | |
| Українська РСР | Черкаси         | Черкаське тролейбусне управління                  | КТБ-1    | 1967–1973         | 48–54, 61–66 (13 шт.)                | |
| Українська РСР | Черкаси         | Черкаське тролейбусне управління                  | Київ-2   | 1967–1973         | 41–46, 58–60, 67–68 (11 шт.)         | |
| Усього:        | Усього:         | Усього:                                           | Усього:  | Усього:           | 195                                  | |

## Тролейбусні поїзди
В кінці 1960-х років Володимир Пилипович Веклич успішно адаптував свою систему до тролейбусів моделі «Київ-2», а на київському заводі електротранспорту було налагоджено виробництво усіх деталей до його системи. Поїзди з тролейбусів «Київ-2», з'єднаних між собою за системою Володимира Веклича експлуатувалися в Дніпропетровську та Одесі.